# Agriades asturiensis
Agriades asturiensis är en fjärilsart som beskrevs av Charles Oberthür 1910. Agriades asturiensis ingår i släktet Agriades och familjen juvelvingar. Inga underarter finns listade i Catalogue of Life.